# Kajagoogoo
I Kajagoogoo (per un breve periodo Kaja) sono un gruppo musicale britannico, originario della contea inglese del Bedfordshire.
Inseritisi a pieno titolo nel sottogenere più genuinamente synth pop del filone pop rock e della new wave avviata dal movimento New romantic (a cui, e soprattutto all'inizio, sono stati associati per via di un'evidente affinità musicale e di immagine con i più celebri Duran Duran), i cinque membri della formazione originaria sono per lo più conosciuti per il grandissimo successo del brano "Too Shy", che fu il loro primo singolo e fu pubblicato all'inizio del 1983.
Il singolo Too Shy (che raggiunse il 1º posto nelle classifiche britanniche, il 5° negli USA e si piazzò nei primi posti anche nelle classifiche europee) e il loro primo album in studio White Feathers, furono inoltre co-prodotti dal tastierista dei Duran Duran Nick Rhodes e dal loro produttore Colin Thurston.

## Storia

### Il quartetto strumentaleArt Nouveau
La band si forma nel 1978 nella località di Leighton Buzzard, nel Bedfordshire come quartetto strumentale d'avanguardia e denominato Art Nouveau, con Nick Beggs al basso, Steve Askew alla chitarra, Stuart Croxford Neale alle tastiere e Jez Strode alla batteria per realizzare il singolo intitolato The Fear Machine che, seppur venendo suonata nel corso del celebre spettacolo radiofonico di John Peel, vende poche centinaia di copie e non permette al gruppo di ottenere un contratto discografico.

### La nascita del quintetto, il cantante Limahl e il nuovo nome
Nel 1981 i quattro decidono di mettere un annuncio per trovare un cantante e dopo le audizioni scelgono un giovane di nome Christopher Hamill, il quale dimostrando di avere intraprendenza e creatività, trova il modo di rendere più interessante il suo personaggio adottando il caratteristico taglio di capelli bicolore (biondo sulle punte irsute e bruno sul più morbido caschetto che gli scende sulle spalle) e anagramma il suo stesso cognome per ottenere il proprio pseudonimo, cosicché Hamill divenne Limahl.
Il nome della band viene modificato invece nell'accattivante Kajagoogoo che deriva da un tentativo di scrivere la resa fonetica delle lallazioni di un bambino che in presenza di alcuni membri del gruppo aveva emesso «gagagoogoo».

### Il brano omonimo
Simili accortezze non potevano che riflettere le personalità originali di cinque giovani appassionati di musica, lo stesso nome del gruppo è così musicale da poter suonare come una canzone. L'eponimo brano strumentale intitolato "Kajagoogoo" costituirà una delle dieci tracce dell'album di esordio, mentre verrà utilizzato in apertura dei concerti dal vivo. Nell'esecuzione live, del pezzo viene commentata la 'stranezza' del nome («That's a strange name»), con una melodia appena accennata, mentre nella versione originale del disco è quasi interamente strumentale, tranne una specie di ritornello composto dal cosiddetto spelling del nome, in cui ogni singola lettera viene compitata a ritmo di musica, nei due diversi modi possibili, alternati, secondo le regole dell'inglese: 'K-A-J-A, G-double O, G double O' («K-A-J-A, G doppia O, G doppia O») oppure 'K-A-J-A G-O-O' (senza la ripetizione della seconda sillaba).

### Le esibizioni dal vivo
Nell'audizione, al giovane Christopher (che aveva già pubblicato due album solisti rispettivamente nel 1980 e 1981) è richiesto di cantare, assieme al bassista Nick Beggs, una divertente armonia vocale, intitolata "Over the Top" che, riarrangiata ed eseguita in concerto dal gruppo all'apice del successo, costituisce un momento esilarante dell'esibizione (Limahl la presenta come «una di quelle robe da barbieri»), testimoniando il gusto del gruppo per qualsiasi cosa suoni interessante, orecchiabile e cantabile. Così, "Over the Top" (poi ricantata - come "O.T.T. (Over The Top)" - dal solo Limahl, l'unico autore, e inserita sul lato B del suo primo singolo solista, "Only for Love") finirà sul loro unico live: il VHS e Laserdisc White Feathers Tour, video di un concerto tenutosi a Londra nel 1983, l'anno dell'esordio.

### Il contratto con la EMI, il primo album e la Numero 1 "Too Shy"
Durante un'ispirata esibizione all'Embassy Club di Londra, la band attira l'interesse di tre case discografiche e di Nick Rhodes dei Duran Duran i quali, in quello stesso anno, danno alle stampe il pluridecorato videoclip Rio. Alla fine, sarà la major EMI a offrire loro il primo contratto, firmato nel luglio del 1982 e ingaggiando Rhodes per co-produrre, assieme al collega Thurston, il loro primo album White Feathers.
Nel frattempo, i Kajagoogoo suonano come gruppo di supporto nel tour di un'altra band New Romantic di Birmingham, i Fashion. Il primo singolo del neo-quintetto, "Too Shy", esce a gennaio del 1983, arrivando in cima alle classifiche. All'epoca, neanche i Duran Duran avevano mai raggiunto il Numero 1 della hit parade britannica, il che spiega i sentimenti di orgoglio e rammarico provati da Nick Rhodes. Anche i due singoli successivi, "Ooh to Be Ah" e "Hang on Now", pur non ottenendo lo stesso enorme successo del precedente, diventeranno delle hit, raggiungendo entrambe la Top 20 nella Official Singles Chart.

### Il grande successo tra gli adolescenti e il licenziamento di Limahl
L'inaspettato grande successo creerà un notevole impatto emotivo tra gli adolescenti, come testimonia il citato concerto ripreso in video, dove la musica è appena udibile, coperta dalle urla dei fan, e non sembra esserci differenza con analoghe performance dei Duran Duran, Spandau Ballet o Culture Club. Assieme al successo si creano tensioni sempre più forti interne al quintetto, che raggiungeranno l'apice con l'allontanamento di Limahl da parte della produzione e degli altri membri della band. Limahl non viene sostituito con membri esterni: sarà infatti il bassista Nick Beggs, già corista e compositore dei testi con l'ex cantante, a prenderne il posto nel 1983, subito dopo la trionfale estate musicale dei Kajagoogoo.
I motivi che portarono all'allontanamento di Limahl sembrano essere molteplici: sebbene spesso discussi in seguito anche dagli stessi Kajagoogoo durante la reunion nel 2007, una motivazione era la richiesta del cantante di essere pagato maggiormente in quanto cantante e principale autore e compositore di testi e musica, oltre che uno dei produttori. Tuttavia era abbastanza noto l'astio tra Limahl e l'inesperto manager Phil Spencer, il quale suggerì agli altri componenti del gruppo la defezione del frontman affinché il guadagno potesse essere diviso in quattro anziché in cinque. Un'altra preoccupazione che ricorreva in Nick Beggs, Stuart Croxford Neale e Steve Askew (sebbene nell'ultimo in forma più leggera) era il timore che Limahl potesse essere un'arma a doppio taglio: già prede del terrore che il talento e il bell'aspetto di Limahl potesse offuscarli, come stava già avvenendo, si lasciarono convincere dal manager, che aveva fatto leva sulle gelosie e le invidie che riservavano nei confronti del cantante. Inoltre, Limahl e Nick Beggs nutrivano delle divergenze musicali, la seconda ragione alla quale fu attribuito l'allontanamento del frontman. Entrambi volevano portare la band verso un sound più maturo ed elaborato, ma disaccordavano nei generi proposti. Il motivo non fu molto considerato dagli ascoltatori, in quanto il successo immediato e un legame solido - Limahl considerava i colleghi come parte della propria famiglia e nutriva grande stima e affetto nei loro confronti - non potesse giustificare un provvedimento tanto inaspettato. Nick Beggs disse che il sound più maturo che aveva ideato andava in contrapposizione con il celeberrimo taglio di capelli del frontman, motivo che portò al suo licenziamento.
Dopo l'avventura con i Kajagoogoo, Limahl firmò un contratto discografico con il manager Robin Jones, suo carissimo amico d'infanzia, e arruolò la sorella di quello, Ellie Jones (la quale già aveva una relazione con Limahl) in qualità di propria corista e musicista. Il suo primo singolo da solista fu Only For Love, che aveva scritto e composto con la collaborazione dei suoi vecchi colleghi e aveva precedentemente pianificato di includere nel secondo album della band. Esso riscontrò un notevole successo, ma il salto di qualità arrivò con NeverEnding Story, che Giorgio Moroder e Keith Forsley gli proposero di interpretare. Il brano, colonna sonora dell'omonimo film tratto dal romanzo di Michael Ende, si impose al primo posto di ogni classifica mondiale, restando per tre settimane in molti Paesi. La canzone fu stampata su ogni complilation e inclusa nella seconda ristampa di Don't Suppose e Limahl, accompagnato da Ellie Jones, apparve su ogni programma musicale: celeberrima l'esibizione alla radio olandese TopPop.

### Lo sdoppiamento del neo-quartetto: Kajagoogoo in Europa e Kaja negli USA
Primo riflesso di quel cambiamento (che riduce la formazione a un quartetto, come gli Art Nouveau, ma con un esercito di fan in più da accontentare e milioni di dischi venduti in tutto il mondo di cui rendere conto) sarà lo sdoppiamento del nome, che rimane Kajagoogoo in Europa, e diventa Kaja, negli USA, con la perdita dell'elemento linguistico infantile finale, che tanto avevano penato per modificare e rendere più appetibile.

### Inizio della perdita di fama "Big Apple"
Il primo singolo del neo-quartetto è "Big Apple", brano dedicato a New York, soprannominata "La Grande Mela", forse spinta dalla cacciata di Limahl, avvenuta nel momento massimo di fama, e dalla acerba rivalità tra il quartetto e il solista (che di lì a poco si prenderà la rivincita, come già detto, con il successo mondiale della colonna sonora The NeverEnding Story, tratta dall'omonimo film La storia infinita).

### Il secondo album e il calo di popolarità: l'abbandono di Jez Strode
Dal singolo successivo e con l'uscita del secondo album, la popolarità della band inizia inesorabilmente a calare. Il 45 giri The Lion's Mouth non va oltre la Top 30 e sarà la loro ultima hit. Il 33 giri, uscito per la EMI, viene accreditato ai Kajagoogoo in UK ed Europa, e pubblicato in versione ridotta, con l'aggiunta di extended remix tra cui Extra Play, come Kaja negli USA. Sarà un flop commerciale inaspettato, fermandosi al Numero 35 in Gran Bretagna, nonostante la critica lo definisca all'unanimità un capolavoro. A questo punto, anche il batterista Jez Strode lascia il gruppo, che si riduce a un trio e tenta il rilancio con il più breve ed efficace nome Kaja in tutto il mondo, nel 1985, nel tentativo di riconquistare la credibilità perduta di musicisti seri.

### Il continuo successo solista di Limahl, i Kaja come trio, il terzo album e lo scioglimento
I Kaja, come trio, avranno ancora meno fortuna di quando erano un quartetto. Dopo il flop del primo singolo, "Shouldn't Do That" (dal profetico titolo «non bisognava farlo»), il terzo album, Crazy Peoples Right to Speak, pervaso da un velato tema politico, viene abbandonato sùbito, senza un minimo tentativo di promozione, nonostante la presenza di pezzi forti come il brano d'apertura "Do I", dal cui testo il long playing prende il suo ambiguo titolo. Dopo un breve periodo di silenzio stampa, durante il quale Limahl furoreggia con NeverEnding Story (seguito dall'ottimo guadagno, come già accennato, del primo album Don't Suppose, che sarà il suo primo doppio sequel meritato, prima in Italia, alla fine degli anni ottanta, con i singoli "Love in Your Eyes" e "Inside to Outside", e il secondo album Colour All My Days, e poi in Germania, all'inizio degli anni novanta, con il terzo album Love Is Blind e il remix "Too Shy 1992") , i tre membri rimasti, Nick, Steve e Stuart, annunciano lo scioglimento ufficiale nel 1986.

### Le sei raccolte del decennio 1993-2003 e i remix di Limahl del 1999
Nel decennio tra 1993 e 2003, sono uscite sei diverse raccolte del gruppo, ciascuna basata su criteri diversi di selezione. Tutte le compilation sembrano trattare alla stessa stregua i singoli e le tracce degli album, versioni originali e remix, pezzi della band come quintetto, quartetto o trio e canzoni di Limahl come solista. L'elemento che le accomuna tutte consiste comunque nel fatto che queste collection non sono state volute dai membri originari, all'epoca impegnati nei propri progetti solisti, e la promozione, ma dalla casa discografica. Una delle raccolte soliste di Limahl (variamente intitolata Limahl, All the Hits plus More o anche semplicemente The Best of Limahl, a seconda delle edizioni per le varie etichette nei diversi paesi, contiene i primi sette singoli dei Kajagoogoo/Kaja, compresi i quattro singoli realizzati dopo la sua uscita dal gruppo ("Big Apple", "The Lion's Mouth", "Turn Your Back on Me" e "Shouldn't Do That"), interamente risuonati e ricantati da lui, nel 1999, più un paio di inediti e quattro brani tratti dall'album Love Is Blind.

### La momentanea reunion del quintetto dei Kajagoogoo per VH1 nel 2004
Il quintetto originario si riunisce brevemente per il programma Bands Reunited dell'emittente televisiva VH1 (26 gennaio 2004, Stagione 1, Episodio 6), che ospita band degli anni ottanta, alcune delle quali si riformano. I Kajagoogoo, dopo la riunione di VH1, ricevono offerte per nuove produzioni, ma i dissapori tra i membri erano ancora troppo forti per accettarle. Il gruppo ha criticato la presentazione della propria riunione su VH1, non concordando sui motivi addotti alla defezione di Limahl e sull'ipotesi della possibile riformazione del gruppo, che sarebbe in seguito avvenuta.

### Le ristampe in CD

#### La prima ristampa del 1993 diWhite Feathersin CD
Nel 1993, la piccola etichetta americana One Way Records aveva ristampato in CD il primo album dei Kajagoogoo, White Feathers, cambiando l'ordine delle tracce originarie: invece della title track, è l'ex Numero 1 britannica "Too Shy" ad aprire l'album. Gli altri due album della band e l'introvabile edizione alternativa USA del secondo LP rimarranno invece ancora a lungo irreperibili.

#### Le ristampe rimasterizzate del 2004 dei tre album di studio
Nel 2004, sull'onda del successo ottenuto in VH1, la loro prima casa discografica, la EMI, rimasterizza e ristampa in CD i tre album, compreso quello di debutto, aggiungendo su ciascuno numerose bonus tracks inedite, remix, versioni alternative, un elegante booklet con i testi, la riproduzione delle copertine dei 45 giri originali e note storiche sull'evoluzione della band e dei suoi lavori. I testi dei lati B, gli unici omessi in tali booklet, sono tuttora inediti e molto richiesti. La maggior parte dei brani rimasterizzati compaiono per la prima volta in edizione digitale su CD.

##### La ristampa rimasterizzata diWhite Feathers
Ripristinato l'ordine originale dei primi due brani, con "White Feathers" ricollocata in apertura, alle 10 tracce del primo album vengono aggiunte 8 bonus tracks, tra cui, oltre ai remix dei primi 3 singoli (di "Too Shy" è incluso anche il remix strumentale), vi sono alcuni lati B inediti, contenuti anche nelle versioni dal vivo, sul VHS/Laserdisc del White Feathers Tour: "Take Another View", "Interview Rooms", "Animal Instincts" e la versione in studio della "Introduction", che compare sul video col titolo "Intro", suonata in apertura dei concerti.

##### La ristampa rimasterizzata diIslands
Nel secondo album, Islands, le 9 tracce originarie sono seguite da 8 canzoni bonus. Anche qui, oltre ai remix dei 3 singoli e della versione USA di "Turn Your Back on Me", figurano tre brani inediti. Sono le due strumentali "The Pump Rooms of Bath" e "The Garden", e la versione dal vivo, cantata con un testo diverso da Nick Beggs, di "Monochromatic", un brano che compariva nella versione cantata da Limahl nel video live che pubblicizzava il primo 33 giri. L'edizione ridotta alternativa americana del 1984, intitolata Extra Play e già accreditata ai Kaja, non è stata invece ristampata e rimane tuttora una rarità quotata e ricercata dai collezionisti.

##### La ristampa rimasterizzata diCrazy Peoples Right to Speak
Il CD rimasterizzato del terzo album di studio, Crazy Peoples Right to Speak, contiene le 10 tracce del disco cui vengono aggiunti 4 brani: i due remix dell'unico singolo "Shouldn't Do That" (sottotitolati «Disciplined» e «Undisciplined») e le due inedite "Hurricane" e "Whatever You Want" (che comparivano in un'edizione speciale doppia del singolo "Shouldn't Do That"). A differenza delle altre bonus tracks nei primi due CD, abbastanza integrate nel sound del relativo disco, le due tracce supplementari del terzo album non hanno nulla a che vedere con gli altri brani, e hanno sonorità orientate alla dance dei Blow Monkeys di fine anni ottanta (una volta abbandonati il funk e il pop rock degli esordi), e del Limahl del periodo tedesco. I brani originali erano del 1985, quando la dance era agli inizi, e il sound faceva riferimento alla new wave, mentre i due remix dell'unico singolo, tendono maggiormente al pop rock.

### La reunion del trio dei Kaja nel 2007: "Rocket Boy", nuovo singolo dopo 22 anni
Nel 2007, i tre membri dei Kaja del 1985-1986 Nick Beggs, Steve Askew e Stuart Neale riformano il gruppo. Dopo aver programmato un album inedito, il 24 giugno 2007 è uscito "Rocket Boy", il primo singolo dei Kajagoogoo dopo 22 anni. Il brano, accompagnato da un video del solo Beggs mentre mima la canzone con una spazzola per capelli al posto del microfono, viene spesso trasmesso nello show di Steve Wright, su Radio 2. Il 1º settembre 2007, al Castello di Culzean, nell'Ayrshire, in Scozia, i Kajagoogoo si sono esibiti come gruppo d'apertura al Retrofest, a cui hanno partecipato molte altre band degli anni ottanta.

### La definitiva reunion del quintetto, l'albumGone to the Moone l'E.P.Death Defying Headlines
A febbraio del 2008, il trio annuncia il ritorno di Limahl e di Jez Strode, che firmano il nuovo contratto ad aprile. La seconda partecipazione al Retrofest, nell'agosto del 2008, ha costituito la prima riunione ufficiale dei Kajagoogoo in patria dopo 25 anni (sul sito ufficiale del gruppo, è possibile vederne alcuni estratti in esclusiva). Il concerto dura quasi un'ora, e comprende i brani "Interview Rooms", "White Feathers", "Big Apple" (duetto Nick e Limahl), "Hang on Now", "Shouldn't Do That" (duetto Nick e Limahl), "Only for Love", "The Lion's Mouth" (duetto Nick e Limahl), "Lies and Promises", "The Never Ending Story" e "Too Shy".
Mentre il ricostituito quintetto registrava l'album inedito del 2009, Nick, Stuart e Steve, senza Limahl e Jez, hanno registrato il CD Gone to the Moon, contenente il singolo "Rocket Boy" e "Tears", comparsa su una compilation dedicata alla musica degli anni ottanta), la cui uscita è stata ritardata per non accavallarsi con l'uscita dell'altro album.
Il nuovo debutto della band era avvenuto il 14 giugno in Danimarca, all'Esbjerg Rock Festival. È stata invece cancellata la data del 23 maggio a Bratislava, a cui avrebbe dovuto partecipare Kim Wilde, con cui Limahl ha lavorato come produttore.
Sul sito ufficiale dei Kajagoogoo è possibile leggere un resoconto corredato da foto dell'atteso debutto danese, redatto da Nick Beggs. Sullo YouTube Channel ufficiale dei Kajagoogoo, vi sono i tre video dell'esibizione danese: "Too Shy", "Only For Love" e "The Never Ending Story". I tre brani provengono dai diversi repertori dei Kajagoogoo e di Limahl. Le due date inglesi del 2008 sono state seguite da un tour in Germania, paese in cui i Kajagoogoo e Limahl sono tuttora famosi.
Tra il 2008 e il 2011, dopo la realizzazione di Gone to the Moon di Nick, Steve & Stewart, suonato dal vivo anche con Strode e Hamill, la band realizza altre canzoni. Nel 2009, esce l'E.P. Death Defying Headlines, da cui viene tratto il brano "Space Cadet", ideale seguito di "Rocket Boy" del 2007 insieme a "Tears". Al singolo è accompagnato un video estremamente tecnologico, opposto a quello di "Rocket Boy" e realizzato con tecnologie simili a quelle impiegate per "Tell Me Why" di Limahl del 2006.

## Discografia

### Album in studio
- 1983 - White Feathers
- 1984 - Islands
- 1985 - Crazy Peoples Right to Speak (come Kaja)
- 1986 - Limahl of Kajagoogoo
- 1989 - Too Shy/Big Apple
- 2008 - Gone to the Moon

### Raccolte
- 1993 - Too Shy: The Singles and More
- 1996 - The Best of Kajagoogoo & Limahl
- 1996 - The Very Best of Kajagoogoo
- 1998 - Premium Gold Collection Kajagoogoo & Limahl
- 1999 - Limahl / The Best of Limahl
- 2000 - Best of the 80's Kajagoogoo & Limahl
- 2003 - The Very Best of Kajagoogoo and Limahl
- 2009 - The Best of Kajagoogoo & Limahl
- 2012 - Kajagoogoo and Limahl - The Hits

### EP
- 2009 - Death Defying Headlines
- 2009 - Death Defying Headlines - The Dance Remixes

### Singoli
- 1983 - Too Shy
- 1983 - Ooh to Be Ah
- 1983 - Hang on Now
- 1983 - Big Apple
- 1984 - The Lion's Mouth
- 1984 - Turn Your Back on Me
- 1985 - Shouldn't Do That
- 1992 - Too Shy ('92 Remix)
- 2006 - Tears
- 2007 - Rocket Boy
- 2009 - Space Cadet
- 2011 - Death Defying Headlines
- 2012 - Introduction

### VHS/Laserdisc
- 1983 - White Feathers Tour
- 1983 - Kajagoogoo Video EP
- 2009 - Kajagoogoo Videos